# Joaquin Larregla y Urbieta

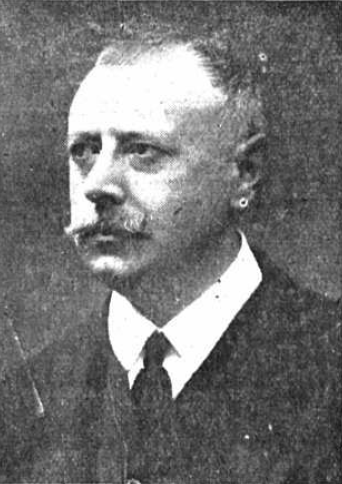
Joaquin Larregla y Urbieta in 1911

Joaquin Larregla y Urbieta (Lumbier, Navarra, 1865 - Madrid, 1945) was een Spaans componist en pianist.

## Levensloop
Larregla y Urbieta studeerde muziek eerst aan het Conservatorio Superior de Música de Navarra, in Pamplona en vertrok later naar Madrid om aan het Real Conservatorio Superior de Música de Madrid piano, harmonie en compositie te studeeren, onder andere bij Pascual Emilio Arrieta y Corera. Hij heeft met eerste prijzen afgestudeerd.
Als virtuoos concertpianist werd hij in heel Spanje, maar ook in Frankrijk, Zwitserland en Italië, gevierd en hij begeleidde Pablo de Sarasate y Navascués in talrijke concerten.
Als componist zijn vooral zijn jota's "¡Viva Navarra!" en "Siempre p'alante" bekend, maar ook Minué de las Rosas en Tarantella.
In Lumbier staat op de Plazuela del Colegio Joaquín Larregla sinds 1965 een Standbild als hulde aan deze beroemde zoon van de gemeente.

## Composities

### Werken voor orkest
- 1888 Concierto en sol menor, voor piano en orkest
- Laurak-bat - Los cuatro juntos, Zortzico
- Minué de las Rosas
- Rapsodia asturiana
- Suite y la Tarantela
- Tarantella

### Werken voor banda (harmonieorkest)
- 1895 ¡Viva Navarra!, jota de concierto
- 1896 Himno de Navarra, voor zang en banda - tekst: Hermilio de Olóriz
- 1899 Siempre p'alante, jota navarra voor zang en banda - tekst: Eusebio Blasco y Soler

### Vocale muziek
- 1900 Mariquita, canción nº 4 - voor zang en piano - tekst: Eusebio Blasco y Soler
- 1905 Bone Pastor, motete al Sanctissimo Sacramento voor bariton en orgel
- 1905 Al Niño Jesús, villancico voor zanger en orgel
- 1908 Balada del mar, voor zang en piano - tekst: José Zahonero
- 1913 Himno al triunfo de la Santa Cruz, voor 4 solisten, gemengd koor (unisono) en orgel (of piano)
- 1922 Himno de Navarra a San Francisco Javier (o “En el eco de mis montes”) - tekst: Alberto Pelairea
- Ave Maria, voor mezzo-sopraan en orgel (of piano)

### Werken voor orgel
- 1905 Elevación - sobre motivos del adjunto villancico del Hermano Dionisio de las Escuelas Cristianas voor orgel

### Werken voor piano
- 1886 Serenata-capricho
- 1886 Ichasoan = En el mar, barcarola voor piano
- 1886 Oroitzá = Recuerdo, melodía
- 1887 Scherzo
- 1888 Album de piezas sinfónicas para piano
  1. Allegro vivace
  2. Andante
  3. Minuetto
  4. Scherzino
- 1888 Meciendo la cuna, romanza
- 1889 En la montaña
- 1889 Souvenir de Nize, polka de concierto
- 1889 ¡Qué feliz eres!, capricho cubano
- 1890 Meditación, voor piano
- 1892 Momento de tristeza, preludio y romanza
- 1898 Piezas características, suite voor piano
  1. Fiesta de los campesinos
  2. Escena religiosa
  3. Giga
  4. coquetería y elegancia (mazurka)
- 1899 Mariana, gavota voor piano
- 1904 Ilusión, pensamiento poético musical
- 1904 Realidad, gavota.
- 1906 Bacanal
- 1907 Minué de las rosas
- 1914 Andalucía capricho español para piano
  1. Canción andaluza
  2. Zapateado
- 1917 Noche de niebla, nocturno
- 1918 La embrujada del caserío, scherzetto fantástico voor piano
- 1920 Recuerdos de Italia, suite in 3 bewegingen
- 1930 Después del vals, voor piano
- 1942 Tardes de otoño
- Ante la tumba de un requeté, lyrische meditatie
- En el Pirineo, escena al amanecer
- Melodía
- Piezas líricas para piano
  1. Impromptu fantástico
  2. Melodia romántica
  3. Scherzino burlesco
  4. Marcha solemne

## Publicaties
- Joaquín Larregla y Urbieta: Discursos leidos ante la Real Academia de Bellas Artes en la recepción pública del Sr. D. Joaquin Larregla y Urbieta el dia 11 de Noviembre de 1906 - Influencia del pianista-compositor en la educación artístico-musical de los pueblos. Madrid. 1906. Imprenta Alemana, 38 p.